# Callebaut

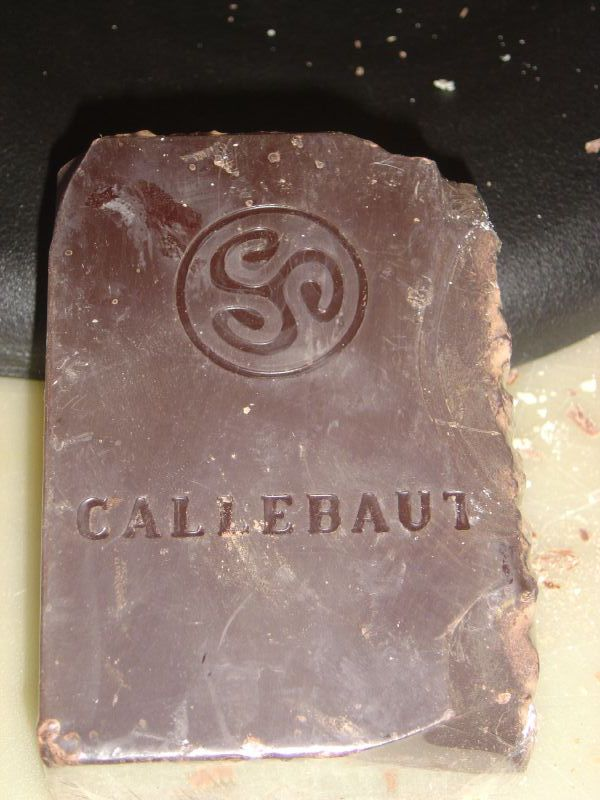
Een Callebaut-chocoladereep

Callebaut was een Belgisch chocoladeproducent voor consumenten en professionele chocolatiers. Vanaf 1996 werd het een onderdeel van het Zwitserse bedrijf Barry Callebaut.

## Geschiedenis
Het bedrijf werd in 1850 opgericht door Eugenius Callebaut als een brouwerij in Wieze. In 1911 begon het chocoladerepen te produceren en in 1952 volgde de chocoladecouvertures. In 1996 fuseerde Callebaut met zijn rivaal Cacao Barry om een nieuw bedrijf te vormen, genaamd Barry Callebaut, met het hoofdkwartier in Zurich. Het kantoor van Callebaut in België is echter behouden gebleven. In 2005 was Barry Callebaut de "grootste chocolatier ter wereld."

### Bernard Callebaut

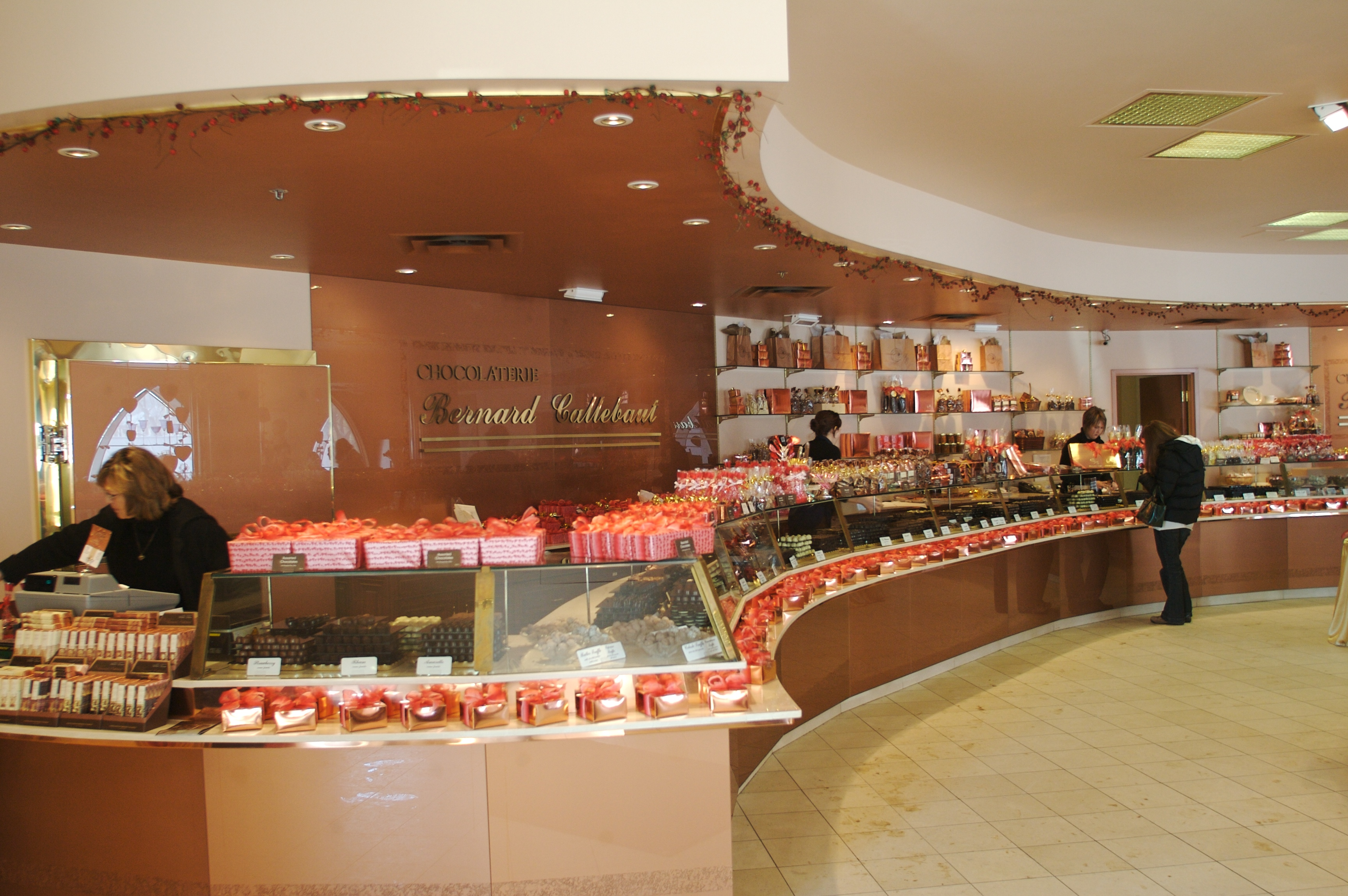
Chocolaterie Bernard Callebaut

Een van Eugenius Callebauts bet-achterkleinzonen, Bernard Callebaut, opende zijn eigen chocoladebedrijf in Calgary, Alberta. Deze firma, genaamd Chocolaterie Bernard Callebaut, was niet aangesloten bij Callebaut of bij het nieuwe bedrijf Barry Callebaut.